# Её Величества Управление по Таможенным и Акцизным сборам
Её Величества Управление по Таможенным и Акцизным сборам (более известный как таможенные пошлины и акцизные сборы Ее Величества (или, по мере необходимости, его), чаще называли HMCE) был департаментом британского правительства, образованный в 1909 году в результате слияния Ее Величества Управлений таможенных пошлин и акцизов; его основная обязанность заключалась в сборе таможенных пошлин, акцизов и других косвенных налогов.
Уплата таможенных сборов была зарегистрирована в Британии более тысячи лет, и HMCE (англ. Ее Величества Управление по налогам и таможенным сборам (HMCE) было сформировано из предшествующих органов с длительной историей.
Начиная с 18 апреля 2005 года, HMCE был объединен с отделом внутренних доходов (который отвечал за управление и сбор прямых налогов), чтобы сформировать новый отдел: Управление Налогов и таможенных сборов (HMRC).

## Виды деятельности
Тремя основными функциями HMCE были сбор доходов, оценка и профилактическая работа, наряду с которой выполнялись другие обязанности.

### Сбор налогов
От имени Казначейства Её Величества HM (англ. Ее Величества (HM) сотрудники Управления по таможенным сборам и акцизам HM взимали таможенные пошлины, акцизы и другие косвенные налоги (такие как сборы c авиапассажиров при покупке авиабилетов, сбор на изменение климата, налог за страхование, налог на свалку и налог на добавленную стоимость (НДС)).

### Оценка
Офицеры проводили много времени в портах, складах и хранилищах и на борту вновь прибывших судов, оценивая подлежащие таможенному обложению товары и грузы. Были предоставлены специальные инструменты, например, для измерения контейнеров или удельного веса алкоголя.

### Профилактическая работа
HMCE отвечал за управление импортом и экспортом товаров и услуг в Великобританию; в связи с этим, его сотрудники принимали активное участие в выявлении и предотвращении попыток уклониться от закона о доходах, например, путем контрабанды или незаконной перегонки алкоголя.

### Прочие
По разным причинам HMCE и его предшественники на протяжении многих лет брали на себя множество других обязанностей, некоторые из которых не имели никакого отношения к сбору и сохранению доходов. Многие из этих дополнительных обязанностей касались регулирования деятельности в прибрежных водах Великобритании от имени правительства Ее Величества (не в последнюю очередь из-за того, что сотрудники HMCE разместили таможенных служащих по всему побережью Великобритании). Таким образом, в разное время в 20-м веке HMCE участвовал в получении, регулировании или регистрации:
лицензии на импорт и экспорт;
торговая статистика (с 1696 г.);
маячные сборы (записано с 1615 г.)
крушения (установленные 1713 г.);
эмбарго;
карантин и другие ограничения общественного здравоохранения (с 1663 г.);
профессиональное лицензирование;
регистрация кредиторов;
контроль за валютными операциями;
регистрация судна;
иммиграционный контроль (в небольших портах и аэропортах).

## Расположение

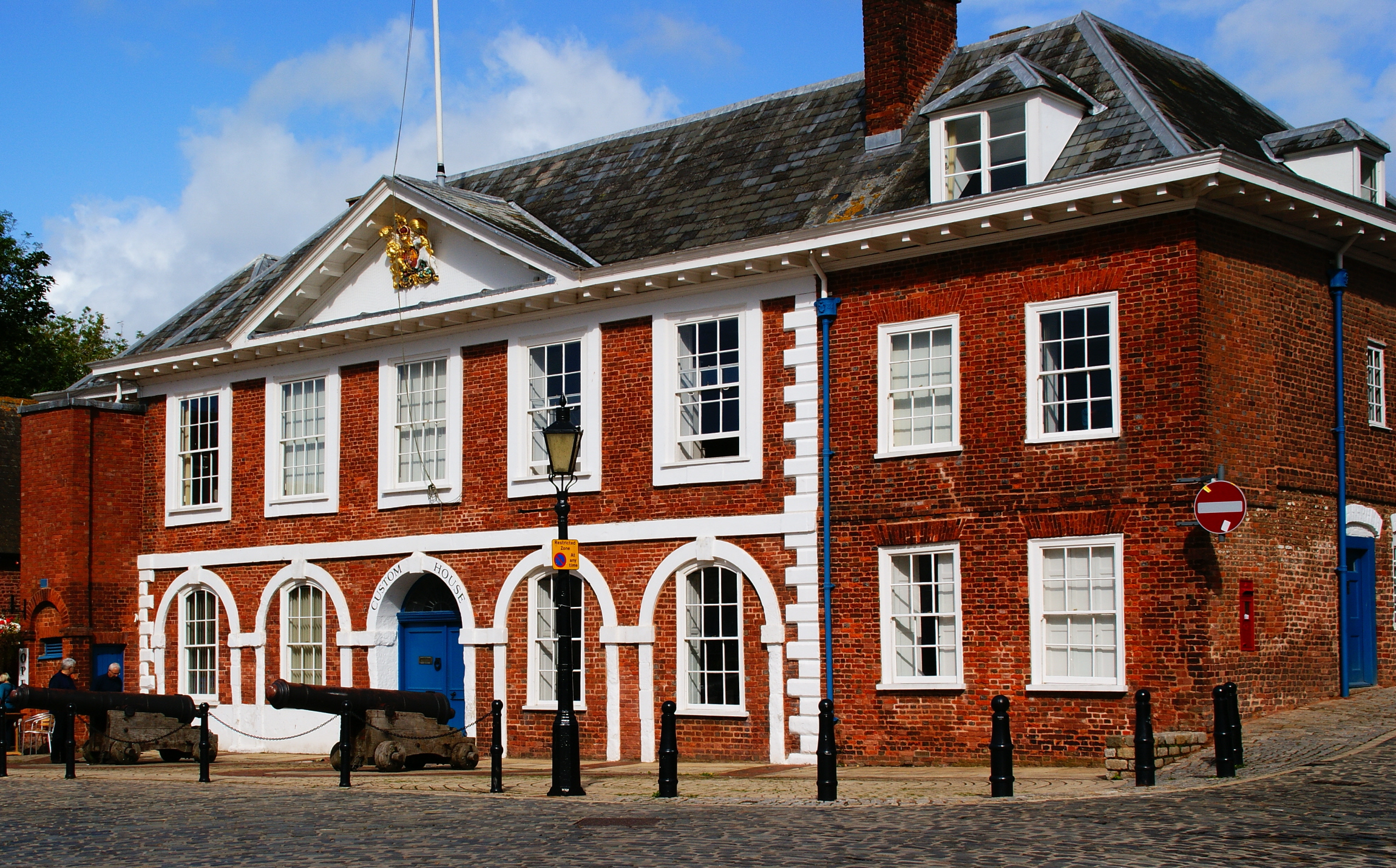
Бывшая таможня Эксетера, построенная в 1681 году, использовалась таможней HM до 1989 года

В 1970-х годах сотрудники Управления по таможенным сборам и акцизам работали примерно в 2000 офисах, расположенных во всех частях Соединенного Королевства; их размеры варьировались от крупных региональных центров до небольших блокпостов, прикрепленных к ликеро-водочным заводам и т. п.
Исторически, Таможенный департамент и Акцизный совет были (наряду с Главным почтовым отделением) «единственными королевскими службами, организованными на всей территории страны». Таможни были обнаружены во всех основных портах въезда (а также в некоторых небольших портах). Акцизные офисы располагались как по всему побережью, так и внутри страны (в прежние века в каждом торговом городе в Англии имелось специальное акцизное бюро, при этом они обслуживали не постоянно. Чаще всего для этой цели по мере необходимости была приспособлена комната в местной гостинице.
Национальные границы были главным местом основной работы HMCE. До 20-го века единственной границей Великобритании была ее береговая линия, и таможенная деятельность была сосредоточена вокруг побережья. Создание в 1922 году Ирландского свободного государства дало Соединенному Королевству сухопутную границу, что также требовало таможенных контрольно-пропускных пунктов. Позже таможенные служащие стали необходимы также в аэропортах. Наряду с обработкой таможенных деклараций, сотрудники HMCE были обязаны также нести ответственность за охрану границ Соединенного Королевства от контрабандистов. Для достижения вышеуказанной цели, HMCE и его предшественники имели опыт работы как на суше, так и на море.

### Штаб-квартира

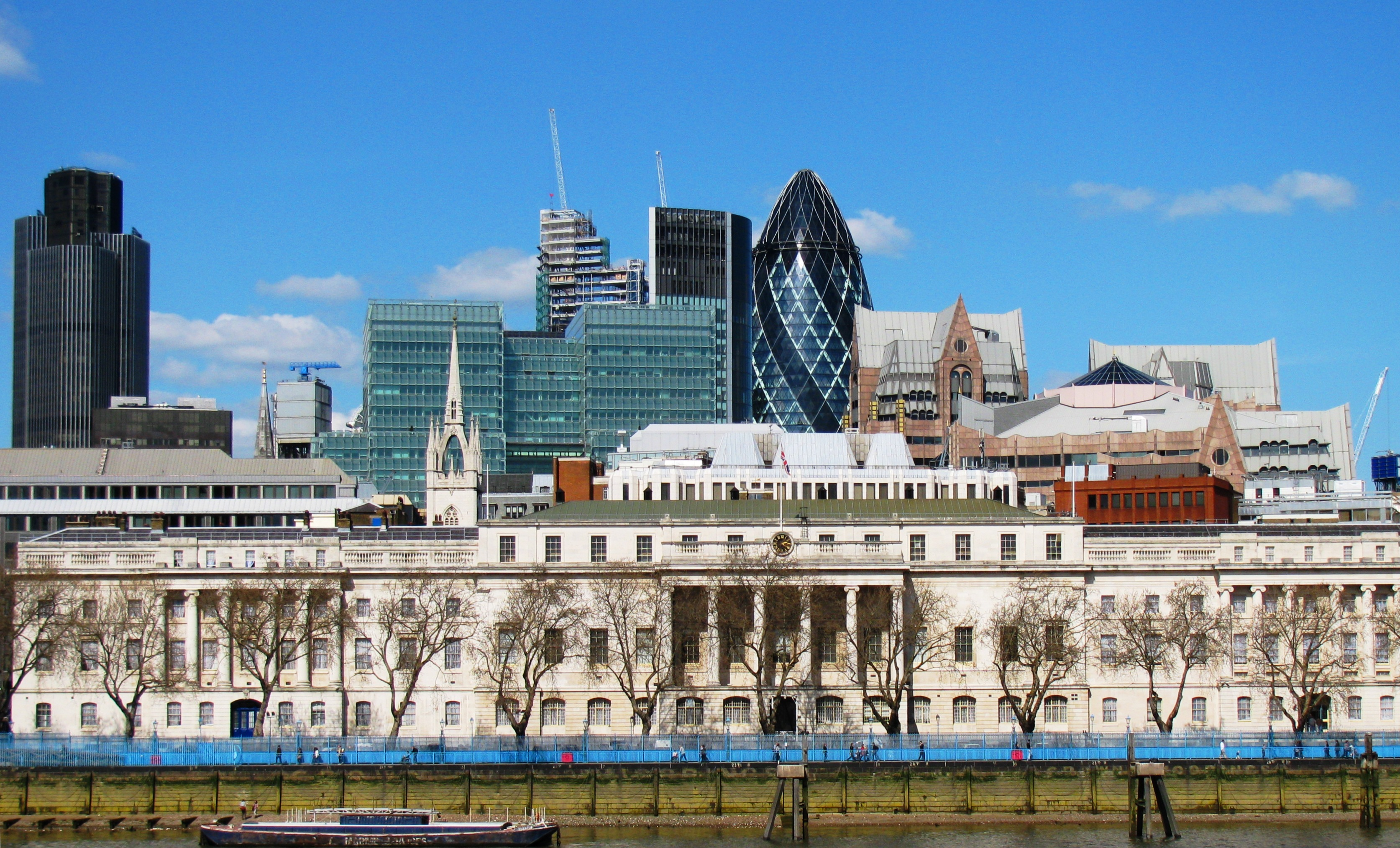
Таможня, Нижняя Темз-стрит, Лондон: историческая резиденция HM Customs.

Исторической штаб-квартирой HM Customs была таможня на Нижней Темзе в лондонском Сити. Она позже стала штаб-квартирой HMCE, когда главный офис Акцизных сборов в 1909 году переехал туда из Сомерсет-Хауса. Позже Комиссары вместе с большинством сотрудников штаба были вынуждены покинуть здание после того, как здание было повреждено в результате бомбардировки в декабре 1940 года. Сначала они переехали на площадь Финсбери, а затем в 1952 году во вновь построенный Королевский домик на Марк-лейн. Поврежденный участок лондонской таможни был позже перестроен, а здание с 2018 года по-прежнему используется налоговой и таможенной службой. В 1987 году сотрудники штаб-квартиры вновь переехали в здание New King’s Beam House 22 Upper Ground London SE1 в районе Саутуорк.

## Организационная структура
Объединение в 1909 году (ранее отдельных) таможенных и акцизных служб потребовало новой корпоративной структуры, которая сохранялась до 1971 года. Новый таможенный и акцизный совет осуществлял контроль за тремя взаимосвязанными отделениями, каждое со своей собственной структурой управления:
- Сотрудники штаб-квартиры (базируются в Лондоне)
- Открытый сервис (базируется в таможенных и акцизных отделениях по всей стране)
- Офицеры (военная профилактическая служба: базируется в прибрежных районах, аэропортах и на пограничных переходах).

Таможенный и акцизный совет состоял из восьми уполномоченных, назначенных постоянным секретарем Патентной грамотой с Большой печатью. Правление несло ответственность перед канцлером казначейства за сбор и учет всех таможенных и акцизных сборов и за «управление всеми вопросами, которые относятся к сбору и второстепенными вопросами».
Сотрудники Центральных учреждений осуществляли контроль за реализацией политики и управлением, а также обеспечивали центральный бухгалтерский учет, предоставляли юридические и административные услуги; его деятельность была похожа на работу правительственного департамента.
Внешняя служба была разделена на географические районы, называемые Инкассацией, каждая из которых контролировалась Инкассатором (высокопоставленным должностным лицом, действовавшим в качестве представителя Совета). Первоначально насчитывалось девяносто две инкассации (образованные путем слияния ранее отдельных служб таможенных пошлин и акцизных сборов). Но впоследствии они были сокращены: до тридцати девяти к 1930 году и до двадцати девяти к 1971 году. Инкассации были разделены на районы (каждая из которых контролировалась Инспектором). В инкассации было несколько отделений, каждый из которых был укомплектован одним или несколькими сотрудниками службы таможни и акциза. Каждое отделение Инкассации отвечало за порядок взимания долга, в то время как Служба Инкассации сосредоточилась на сборе доходов.
Водный надзор проводил профилактическую работу и работал в тесном сотрудничестве с внешней службой. Водный надзор был создан, как самостоятельный орган со своей собственной структурой управления и географическими «отделами».
После 1971 года структуры управления были упорядочены и объединены, причем государственная служба заменила предыдущие разрозненные структуры, которые были приоритетными в большинстве областей. В то же время Водный надзор прекратил функционировать как отдельный орган, хотя сотрудники таможенников в форме продолжали участвовать в профилактической работе.

### Персонал

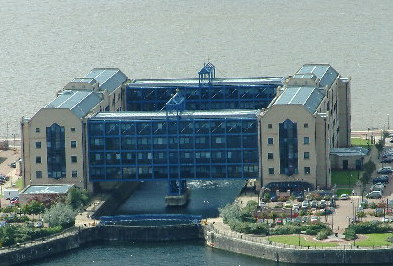
Офис HMCE, Королевский Порт, Ливерпуль; открыт в 1993 г., закрыт в 2012 г.

Большинство сотрудников Центральных учреждений принадлежали к разряду гражданской службы (как правило это канцелярские, административные и секретариат). Основными категориями на периферии были: канцелярский персонал, сотрудник C & E, резервный сотрудник C & E (резервный сотрудник был для выполнения определенных административных обязанностей, например, составление списков), инспектор C & E — все они были на уровне округа, а затем помощник инкассатора, Заместитель инкассатора и инкассатор (региональное управление). Регионы Лондонского порта и Ливерпуля (позже были добавлены «Лондонские аэропорты») были оценены чуть выше, чем другие. В 1971 году. все ранги были объединены и включены в общие ранги гражданской службы.
Следственный отдел, организованный в середине двадцатого века для борьбы с мошенничеством и контрабандой наркотиков, возглавлял главный следователь по расследованию, равный по званию инкассатору, которому помогали заместитель главного следователя по расследованию и несколько помощников главного следователя по расследованию. Каждая группа, обычно из шести человек, возглавлял старший следователь по расследованию (равноценный инспектору или SEO), в ее состав входили как следователи, так и старшие следователи.
Офицеры Водного надзора имели свою собственную систему званий, а именно: помощник по профилактике (APO), сотрудник по профилактике (PO) и главный сотрудник по профилактике (CPO); все они обычно носили форму (см. ниже). Более высокие звания были помощник суперинтенданта и суперинтендант, ни один из которых не носил форму. После 1971 года Водный надзор был переименован в Профилактическую службу и интегрирован в основную структуру HMCE. Сотрудники по профилактике были переименованы в таможенники (профилактические меры) и помощников таможенников по служебным вопросам APO (профилактические меры). Сотрудники таможенных и акцизных сборов имели полномочия по всей стране, включая полномочия на въезд в помещения и арест (хотя иногда требовалось присутствие полицейского констебля).
Общая численность персонала HMCE до слияния со службой внутренних доходов в 2004 году составляла 23 000 человек.

### Униформа

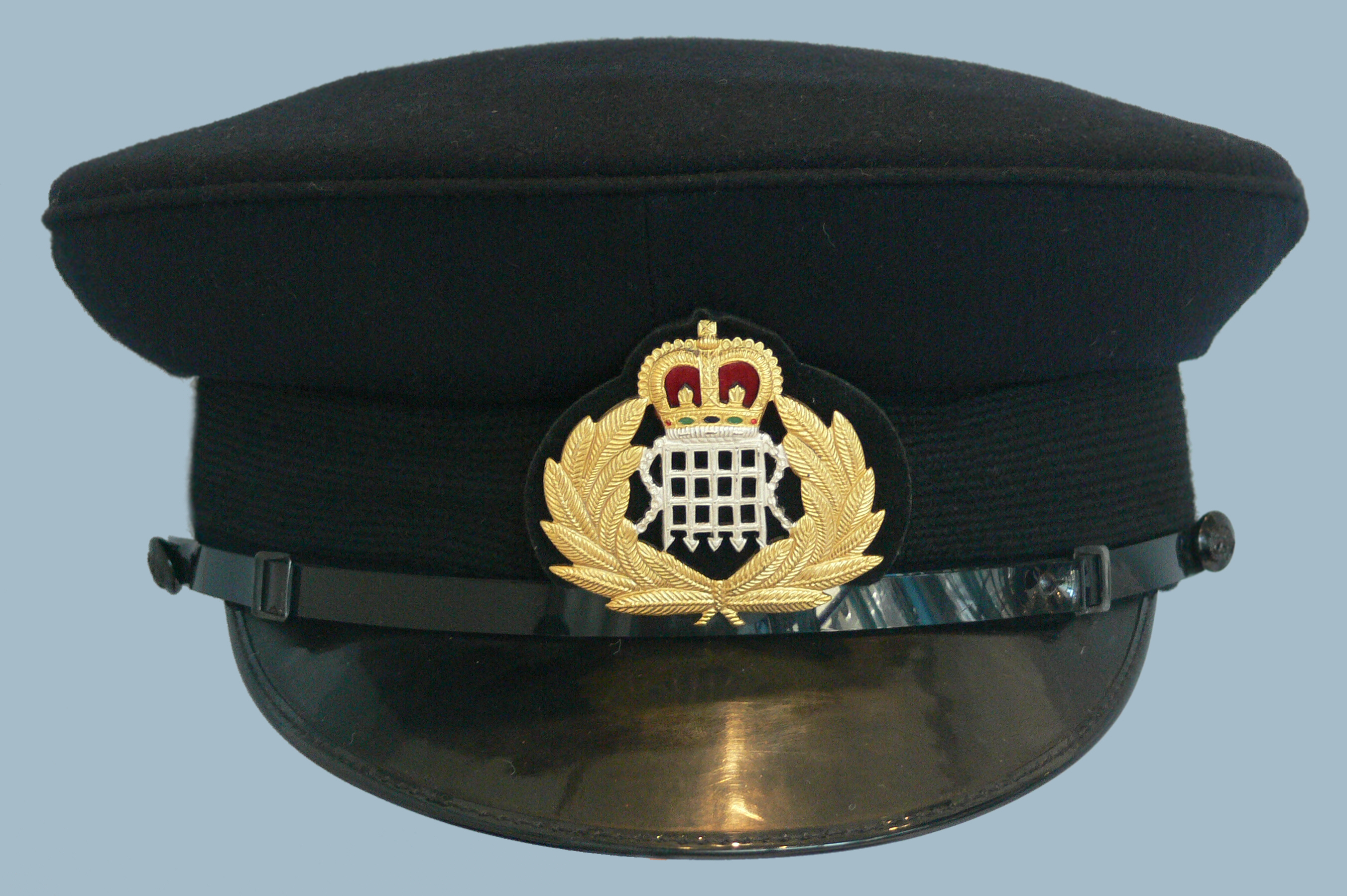
Фуражка, которую носят сотрудники профилактической службы в форме.

Униформа, которую носили офицеры Водного надзора, была идентична униформе офицеров Королевского флота, за исключением значка с изображением на фуражке (решетка с короной и летящими цепями), пуговиц (корона, а не заякоренный якорь) и шнурки на манжете (который были пришиты наполовину манжеты, а не на весь манжет, как в Королевском флоте (это, вероятно, считалось мерой сокращения расходов во время Второй мировой войны)).
До 1946 года начальники профилактических органов (СРО) носили две с половиной золотых полосы на своей униформе, в то время как у профилактических офицеров (ПО) была одна полоса, а у помощников по профилактике (АПО) — отсутствовали. Позже CPO носили три полосы, PO две полосы и APO одну полосу. На всех униформах носили флотский локон; у CPO были также отличия — наличие ряда золотых листьев дуба на козырьке кепки.
После 1971 года эта форма была принята офицерами Службы профилактики.

## Корпоративная история
Таможенный совет, ответственный за сбор пошлин, взимаемых с импортируемых товаров, и Совет по акцизам, отвечающий за повышение доходов от внутренних налогов, были созданы в 17 веке. Повышение акцизных сборов также относится к этому времени, но сбор таможенных пошлин имеет гораздо более длинную историю, причем первое письменное упоминание содержится в уставе восьмого века короля Этельбальда.
В соответствии с Законом о союзе 1707 года был создан отдельный Шотландский таможенный совет и Шотландский акцизный совет; столетие спустя отдельные Советы были также установлены для Ирландии. Актом парламента от 2 мая 1823 года ирландские, шотландские и английские советы были объединены в единую акцизную комиссию и единый таможенный совет для всего Соединенного Королевства.
Эти Советы (и их приемники) состояли из Комиссаров, назначенных под Большой Печатью Королевства.

### Ее Величества Таможня

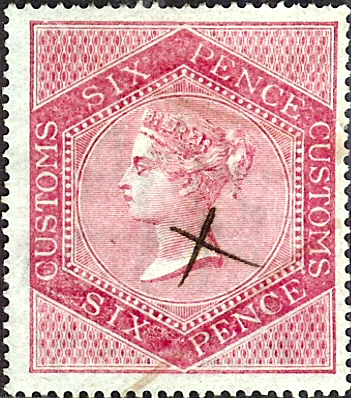
Штамп британской викторианской таможни в шесть пенсов.печать..

Изначально термин «таможня» означал обычные платежи или сборы любого рода (например, королю, епископу или церкви), но позже был ограничен пошлинами, которые платили королю при импорте или экспорте товаров. Централизованная английская таможенная система может быть прослежена до Винчестерской таможни Ассиз 1203 года, во времена правления короля Джона. С этого периода таможенные сборы должны были собираться и оплачиваться в государственное казначейство. С принятием законодательства во времена правления короля Эдуарда I, таможней HM была учреждена на постоянной основе — новая таможенная пошлина 1275 года.

### Таможенное управление
Таможенный совет был фактически создан Долгим Парламентом от 21 января 1643 года в соответствии с Указом о таможне для продолжения действия постановления о субсидировании тоннажа и фунт с 1 марта 1643 года по 25 марта 1644 года. сбор таможни был поручен парламентскому комитету. Однако, в 1662 году парламент вернулся к системе земледелия, пока в 1671 году не был окончательно создан постоянный совет.

### НМ акцизные сборы
Акцизные сборы его или Ее Величества — это внутренние сборы, взимаемые с изделий во время их изготовления, таких как алкогольные напитки и табак. Акцизные сборы были впервые введены в Англии в 1643 году, во время Содружества (первоначально на пиво, сидр, спирт и мыло); позже пошлины были наложены на такие разнообразные товары, как соль, бумага и табак.
Какое-то время Акцизный совет также отвечал за сбор пошлин, взимаемых с импорта напитков, таких как ром, бренди и другие спиртные напитки, а также чая, кофе, шоколада и какао-бобов. До уплаты пошлины эти предметы часто хранились на таможенном складе, где акцизные служащие могли их оценить и измерить.

#### Управление по акцизным сборам
Управление по акцизным сборам был учрежден Долгим парламентом в соответствии с «Указом об акцизном сборе» 1643 года (Указ о незамедлительном сборе и взимании денежных средств в виде сбора или пошлин на некоторых виды товаров). После 1662 г. поступления от акцизов по большей части обрабатывались, пока в 1683 г. Совет не был учрежден на постоянной основе.

#### Совет по внутренним доходам
В 1849 году Управление по акцизным сборам был объединен с Управлением по почтовым маркам и налогам с целью создания нового Совета по внутренним доходам.

### Управление по таможенным и акцизным сборам
Объединенное таможенное и акцизное Управление был сформировано в 1909 году в результате передачи обязанности за сбор акцизов от Департамента внутренних доходов Управлению по таможенным сборам.

### Управление по Налогам и Таможенным сборам
Управлению по таможенным и акцизным сборам не были ответственны за сбор прямых налогов: это была работа Налоговой службы. В марте 2004 года обзор О’Доннелла призвал к объединению таможенных пошлин и акцизов с внутренними доходами. В бюджете на 2004 год канцлер казначейства Гордон Браун констатировал, что слияние будет продолжено. Объединенный орган (Управление по Налогам и Таможенным сборам) был введен в действие Законом о доходах и таможне 2005 года.

## Пограничный контроль

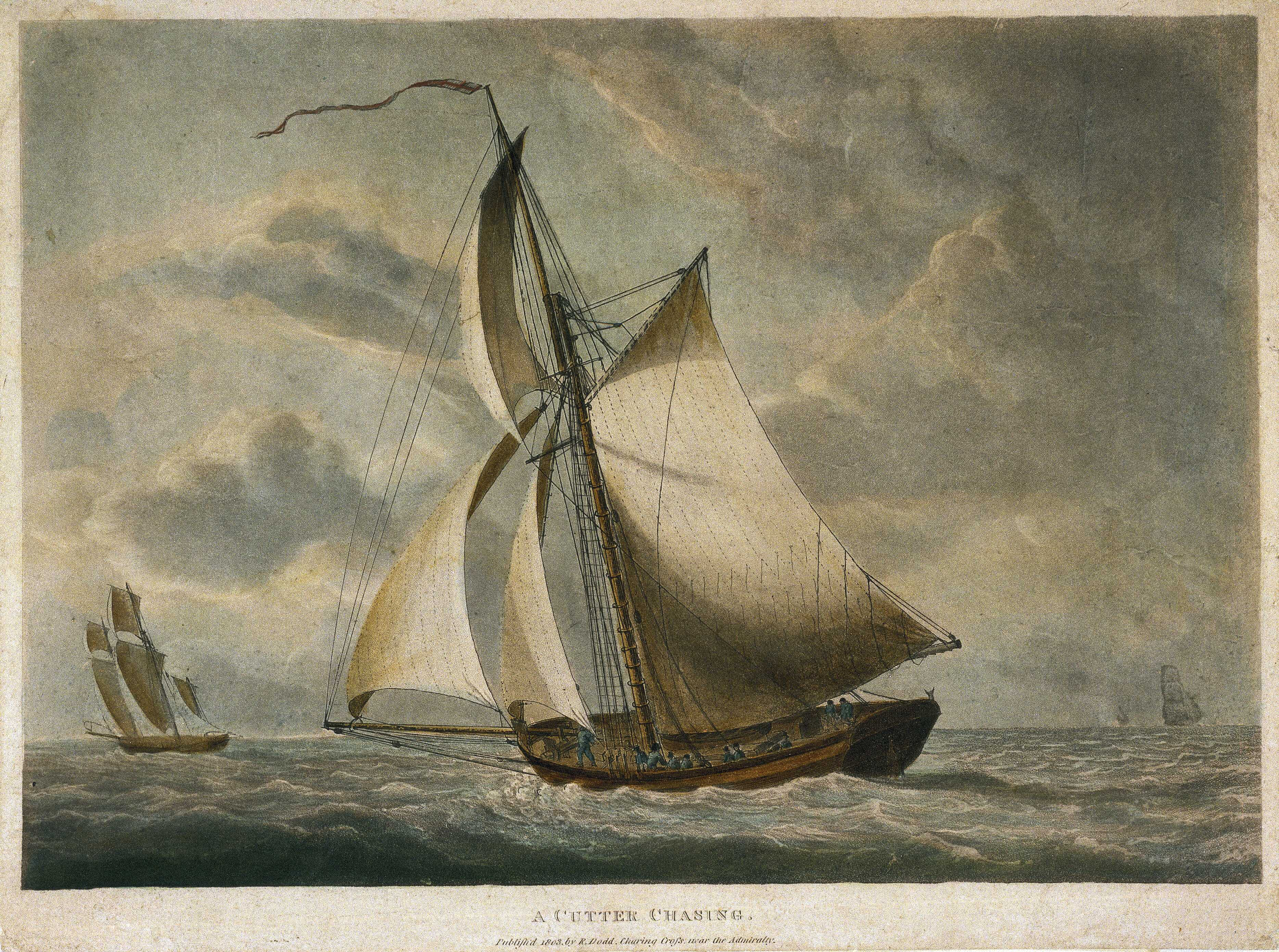
Таможенный катер преследует подозрительное судно, 1803

На протяжении веков борьба с контрабандой была частью работы налоговых инспекторов. В конце 17 века были предприняты согласованные усилия для борьбы с этой растущей проблемой. Наземные офицеры верховой езды были наняты для патрулирования побережья верхом на лошадях, в то время как для обеспечения перехвата судов, причастных к контрабанде в море, обеспечивались катерами.

### Водный надзор
В 1809 году была создана организация под названием «Превентивная водная охрана», независимая от таможни Ее Величества, как специализированная служба по борьбе с контрабандой. В 1822 году она была объединена со службой офицеров верховой езды и катеров, с целью образования нового органа (под руководством Управления таможенных сборов) под названием Береговой охраны. Однако, в 1856 году власть над береговой охраной была передана из таможни в Адмиралтейство.
В 1891 году в Управлении таможенных сборов была восстановлена специальная служба Водного надзора, которая занималась поиском судов и борьбой с контрабандой.

### Катерная служба

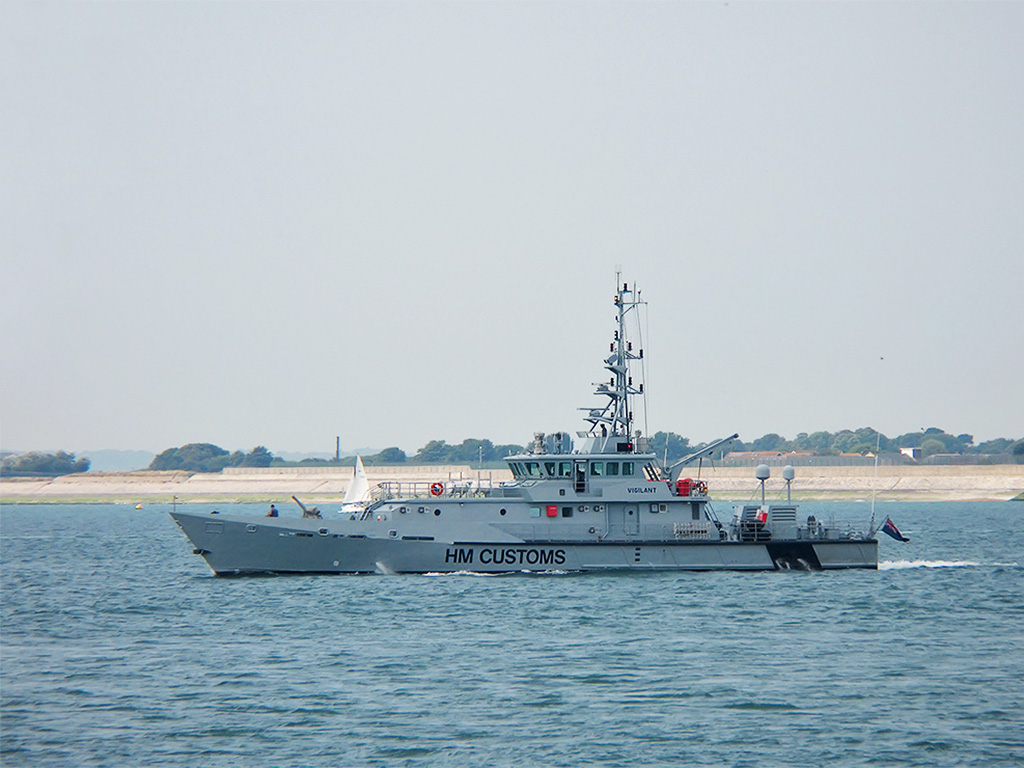
Крейсер «Бдительный» по сбору налогов, выпущенный в 2003; двенадцатое таможенное судно, носящее это имя.

После передачи Береговой охраны в Адмиралтейство, таможня Ее Величества лишилась морских судов. В первой половине двадцатого столетия HMCE обходился единственным крейсером «Бдительный», собирающим налоги, (который служил скорее флагманом для членов Комиссии, чем практическим сдерживающим фактором). Однако, после Второй мировой войны потребность в активных судах стала снова актуальной, и подходящие суда были приобретены в Адмиралтействе. К 1962 году HMCE имел на вооружении четыре скоростных судна, запущенных в эксплуатацию, на которых работали офицеры Водного надзора (многие из которых участвовали на действующей службе в Королевском флоте); к 1980 году было приобретено еще восемь судов.
В 21 веке флот таможенных катеров (в последнее время 42-метровые патрульные суда Damen) продолжали работать на территориальных водах Великобритании, осматривая суда на предмет наличия запрещенных и ограниченных товаров, но все чаще занимались иммиграционными вопросами.

### После слияния 2005 года
В 2005 году пограничные правоохранительные функции HMCE были переданы (вместе с ответственной за них организацией) HMRC; но в 2008 году они были снова переведены (по крайней мере частично) в новое пограничное агентство Великобритании Министерства внутренних дел, которое из-за различных сбоев было само расформировано в 2012 году, после чего были созданы новые пограничные силы Великобритании с пограничными обязанностями и полномочиями.

## Знаменитые сотрудники таможенного и акцизного управления
Исторически сложилось так, что наиболее известными фигурами, служившими таможенниками или акцизными служащими, являются Роберт Бернс, Джеффри Чосер, Уильям Конгрив, Дэниел Дефо, Джон Драйден, Томас Пейн и Адам Смит. В Лондоне ряд старших офицеров продолжали выполнять функции лорд-мэра, в том числе сэр Николас Брембр, сэр Уильям Уолворт и сэр Ричард («Дик») Уиттингтон.